# Tatocnemis olsufieffi
Tatocnemis olsufieffi – gatunek ważki z monotypowej rodziny Tatocnemididae. Endemit Madagaskaru; znany tylko z dwóch stanowisk we wschodniej części wyspy, skąd pozyskano okazy w 1934 roku.